# Roșia de Secaș
Roșia de Secaș (in ungherese Székásveresegyháza, in tedesco Rothkirch), è un comune della Romania di 1 594 abitanti, ubicato nel distretto di Alba, nella regione storica della Transilvania.
Il comune è formato da un insieme di 3 villaggi: Roșia de Secaș, Tău, Ungurei.
Il primo documento in cui viene citato il villaggio di Roșia de Secaș risale al 29 maggio 1313.